# Exocentrus beijingensis
Exocentrus beijingensis är en skalbaggsart som beskrevs av Chen 1993. Exocentrus beijingensis ingår i släktet Exocentrus och familjen långhorningar. Inga underarter finns listade i Catalogue of Life.